# Kissing Spine
Kissing spine, zu deutsch etwa „küssende Dornfortsätze“ ist eine Krankheit des Pferderückens. Die Dornfortsätze der Wirbelsäule stehen dabei so nahe aneinander, dass sich diese bei Bewegung des Pferdes berühren und mit der Zeit scheuern. Betroffen sind meist die Fortsätze vom 10. Brustwirbel bis zum 4. Lendenwirbel. Eine vergleichbare Erkrankung des Menschen ist der Morbus Baastrup („kissing spine disease“).

## Symptome
Das Pferd hat Rückenschmerzen, es geht steif bzw. taktunrein, ist nicht rittig und scheut vielleicht dabei, sich den Sattel auflegen zu lassen. Einwandfrei kann diese Erkrankung aber nur mit einem Röntgenbild diagnostiziert werden. Die Erkrankung verläuft in verschiedenen Stadien. Manchmal kann eine Änderung im Training das Pferd schmerzfrei und damit reitbar halten.

## Recht
Wird ein Pferd, das unter Kissing spine leidet, verkauft, ohne den Käufer hierauf hinzuweisen, kann dieser die Rückabwicklung des Kaufvertrages verlangen.